# Descolonización del conocimiento

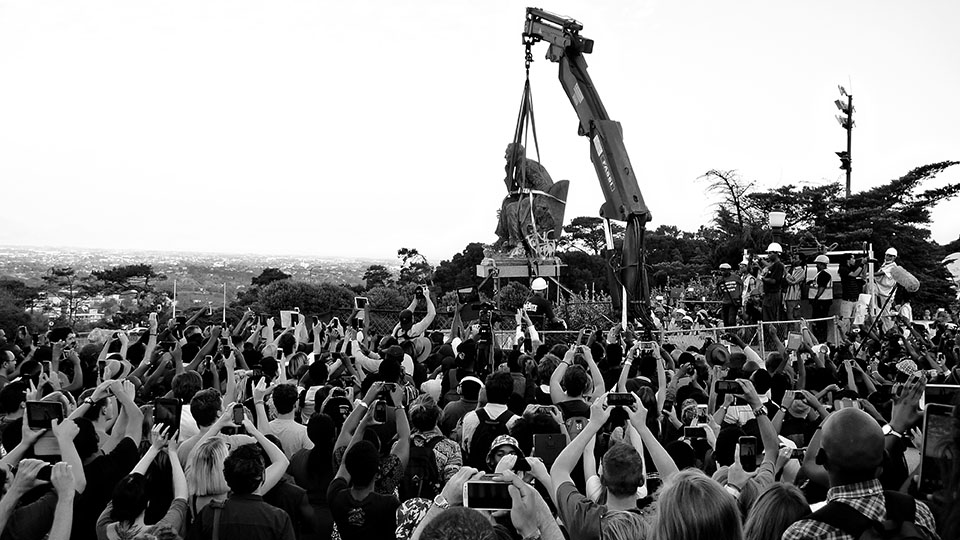
Retirada de la estatua de Cecil Rhodes del campus de la Universidad de Ciudad del Cabo el 9 de abril de 2015. Se dice que el movimiento Rhodes Must Fall fue motivado por el deseo de descolonizar el conocimiento y la educación en Sudáfrica.

La descolonización del conocimiento (también descolonización epistémica o descolonización epistemológica) es un concepto avanzado de la teoría decolonialque critica la percepción hegemónica de los sistemas de conocimiento occidentales. Busca construir y legitimar otros sistemas de conocimiento explorando epistemologías, ontologías y metodologías alternativas. La presunción es que si los currículos, las teorías y el conocimiento están colonizados, significa que han sido influenciados en parte por planteamientos políticos, económicos, sociales y culturales. La perspectiva del conocimiento decolonial cubre una amplia variedad de temas que incluyen la filosofía (la epistemología en particular), la ciencia, la historia de la ciencia y otras categorías fundamentales de las ciencias sociales.

## Antecedentes

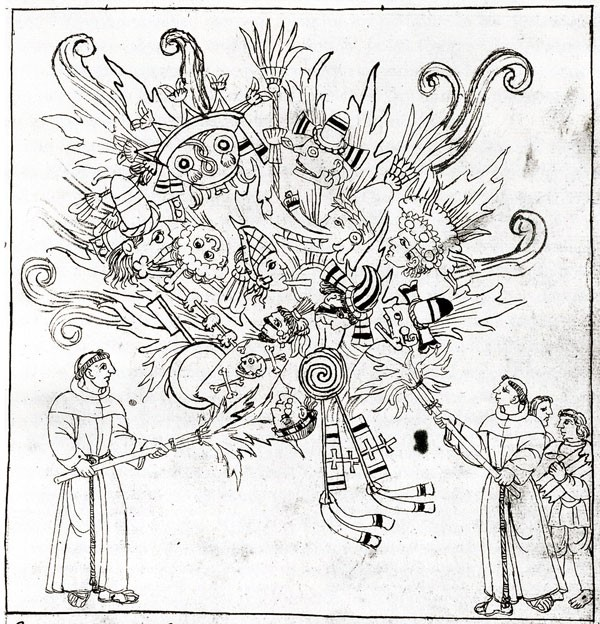
En su Descripción de Tlaxcala de 1585, Diego Muñoz Camargo ilustra la destrucción de códices mexicanos por frailes franciscanos.

La descolonización del conocimiento investiga los mecanismos históricos de producción del conocimiento y sus fundamentos coloniales y etnocéntricos percibidos. Afirma que el conocimiento y los estándares que determinan la validez del conocimiento han sido producidos de manera desproporcionada por el sistema de pensamiento occidental. De acuerdo con la teoría decolonial, el sistema de conocimiento occidental que surgió en Europa durante el renacimiento y la Ilustración se utilizó para legitimar la colonización, convirtiéndose en última instancia en parte del gobierno colonial y las formas de civilización que los colonizadores llevaron consigo. Esta perspectiva sostiene que el conocimiento producido por el sistema occidental, al definirse como universal, se consideró superior al producido por otros sistemas. Los académicos decoloniales coinciden en que el sistema occidental de conocimiento aún continúa determinando qué debe considerarse conocimiento científico y continúa "excluyendo, marginando y deshumanizando" a quienes tienen diferentes sistemas de conocimiento, experiencia y cosmovisiones. Aníbal Quijano declaró:
En efecto, todas las experiencias, historias, recursos y productos culturales dieron lugar a un orden cultural global que giraba en torno a la hegemonía europea u occidental. La hegemonía de Europa sobre el nuevo modelo de poder global concentró todas las formas de control de la subjetividad, la cultura y especialmente el conocimiento y la producción de conocimiento bajo su hegemonía. . . Reprimieron en lo posible las formas colonizadas de producción de conocimiento, los modelos de producción de sentido, su universo simbólico, el modelo de expresión y de objetivación y subjetividad.
En su libro Metodologías de descolonización: investigación y pueblos indígenas, Linda Tuhiwai Smith escribe:
El imperialismo y el colonialismo trajeron un completo caos a los pueblos colonizados, desconectándolos de sus historias, sus paisajes, sus lenguas, sus relaciones sociales y sus propias formas de pensar, sentir e interactuar con el mundo.
Según este punto de vista, el colonialismo ha terminado en el sentido legal y político, pero su legado continúa en muchas "situaciones coloniales" donde los individuos y grupos en lugares históricamente colonizados son marginados y explotados. Los académicos decoloniales se refieren a este legado continuo del colonialismo como "colonialidad", que describe la opresión y la explotación dejadas por el colonialismo en una variedad de dominios interrelacionados, incluido el dominio de la subjetividad y el conocimiento.

## Origen y desarrollo
En los grupos comunitarios y movimientos sociales de las Américas, la descolonización del conocimiento tiene sus raíces en la resistencia contra el colonialismo desde sus inicios en 1492. Su surgimiento como preocupación académica es más bien un fenómeno reciente. Según Enrique Dussel, el tema de la descolonización epistemológica ha tenido su origen en un grupo de pensadores latinoamericanos. Aunque la noción de descolonización del conocimiento ha sido un tema académico desde la década de 1970, Walter Mignolo dice que fue el ingenioso trabajo del sociólogo peruano Aníbal Quijano el que “vinculó explícitamente la colonialidad del poder en las esferas política y económica con la colonialidad del conocimiento”. Se ha desarrollado como "una elaboración de una problemática" que se inició como resultado de varias posturas críticas como el  poscolonialismo, los estudios subalternos y el posmodernismo. Enrique Dussel dice que la descolonización epistemológica se estructura en torno a las nociones de colonialidad del poder y transmodernidad, que tiene sus raíces en el pensamiento de José Carlos Mariátegui, Frantz Fanon e Immanuel Wallerstein. Según Sabelo J. Ndlovu-Gatsheni, aunque las dimensiones políticas, económicas, culturales y epistemológicas de la descolonización estuvieron y están intrincadamente conectadas entre sí, se prefirió el logro de la soberanía política como una "lógica práctica estratégica de las luchas contra el colonialismo". Como resultado, la descolonización política del siglo XX no logró la descolonización epistemológica, ya que no indagó ampliamente en el complejo dominio del conocimiento.

## Temas
La descolonización a veces se entiende como un rechazo a la noción de objetividad, entendida como un legado del pensamiento colonial. A veces se argumenta que la concepción universal de ideas como "verdad" y "hecho" son construcciones occidentales que se imponen a otras culturas extranjeras. Esta tradición considera las nociones de verdad y hecho como "locales", argumentando que lo que se "descubre" o "expresa" en un lugar o tiempo puede no ser aplicable en otro. Las preocupaciones de la descolonización del conocimiento son que el sistema de conocimiento occidental se ha convertido en una norma para el conocimiento global y que sus metodologías son las únicas que se consideran apropiadas para su uso en la producción de conocimiento. Se dice que este enfoque hegemónico redujo la diversidad epistémica y estableció el centro del conocimiento, suprimiendo finalmente todas las demás formas de conocimiento. Boaventura de Sousa Santos dice “en todo el mundo no sólo existen muy diversas formas de conocimiento de la materia, la sociedad, la vida y el espíritu, sino también muchos y muy diversos conceptos de lo que cuenta como conocimiento y criterios que pueden ser utilizados para validarlo." Sin embargo, algunos creen que esta variedad de sistemas de conocimiento no han ganado mucho reconocimiento. Según Lewis Gordon, la formulación del conocimiento en su propia forma singular era desconocida en tiempos anteriores al surgimiento de la modernidad europea. Los modos de producción de conocimiento y las nociones de conocimiento estaban tan diversificados que saberes, en su opinión, sería una descripción más adecuada.
Según Walter Mignolo, la base moderna del conocimiento es por tanto territorial e imperial. Este fundamento se basa en "la organización y clasificación socio-histórica del mundo fundada en una macro narrativa y en un concepto y principios de conocimiento específicos" que encuentra sus raíces en la modernidad europea. Explica la descolonización epistémica como un movimiento expansivo que identifica "ubicaciones geopolíticas de la teología, la filosofía secular y la razón científica" al mismo tiempo que reconoce "los modos y principios del conocimiento que han sido negados por la retórica de la cristianización, la civilización, el progreso, el desarrollo y democracia de mercado”. Según Achille Mbembe, la descolonización del conocimiento significa cuestionar la epistemología occidental hegemónica que suprime todo lo que se prevé, concibe y formula desde fuera de la epistemología occidental. Consta de dos aspectos: una crítica a los paradigmas de conocimiento occidentales y el desarrollo de nuevos modelos epistémicos. Savo Heleta afirma que la descolonización del conocimiento "implica el fin de la confianza en el conocimiento, las teorías y las interpretaciones impuestas, y [al mismo tiempo] la teorización basada en las propias experiencias pasadas y presentes y la interpretación del mundo".

## Relevancia
Según Aníbal Quijano, la descolonización epistemológica es necesaria para abrir nuevos caminos de comunicación intercultural y de intercambio de experiencias y significados, sentando las bases para una racionalidad alternativa que pueda reclamar legítimamente algún grado de universalidad. Sabelo J. Ndlovu-Gatsheni dice que la descolonización epistemológica es esencial para abordar la "división intelectual global asimétrica del trabajo" en la que Europa y América del Norte no solo actúan como maestros del resto del mundo, sino que también sirven como centros para la producción de teorías y conceptos que finalmente son "consumidos" por toda la raza humana.

## Enfoques
Según Linda Tuhiwai Smith, la descolonización "no significa un rechazo total de toda teoría o investigación o conocimiento occidental". En opinión de Lewis Gordon, la descolonización del conocimiento exige un desapego de los "compromisos con las nociones de un enemigo epistémico". Más bien enfatiza "la apropiación de cualquiera y todas las fuentes de conocimiento" para lograr una relativa autonomía y justicia epistémica para "tradiciones de conocimiento previamente no reconocidas y/o suprimidas".

### Descolonización indígena
La decolonización describe un proceso teórico y político en marcha cuyo objetivo es poner en cuestión y cambiar la visión sobre la historia de la comunidad indígena y los efectos de la expansión colonial, la asimilación cultural, la investigación extractiva occidental y el (no inherente, pero sí habitual) genocidio. La población indígena comprometida con la decolonización adopta una visión crítica hacia los discursos y las formas de investigación eurocéntricas, a la vez que buscan devolver a las prácticas culturales indígenas su valor como forma de conocimiento.
La investigación decolonial que parte de estructuras de pensamiento occidentales se han caracterizado por generar, paradójicamente, más desposesión cultural. Es por ello que se reclama una recuperación y rehabilitación de la sabiduría intelectual, espiritual, social y física aunque ello no se traduzca inmediatamente en reconocimiento político. También se describe la decolonización indígena desde la academia como una lucha interseccional que "no puede liberar a la gente salvo que aborde primero el racismo y el sexismo".
Más allá de la dimensión teórica de la labor de la decolonización indígena, las acciones directas, los viajes de sanación y los conflictos sociales están habitualmente asociados con las luchas de resistencia nativas y las disputas sobre los derechos del territorio, la extracción ecológica, la marginación política y la soberanía. Mientras las luchas de resistencia nativas existen desde hace siglos, en los años 60 del siglo XX  tuvo lugar un renacimiento del activismo indígena coincidiendo con los movimientos de liberación nacional de África, Asia y las Américas.

#### Modelo relacional de conocimiento
Los académicos decoloniales investigan diversas formas de conocimiento tradicional indígena en sus esfuerzos por descolonizar el conocimiento y las visiones del mundo. Louis Botha et al. defienden un "modelo relacional de conocimiento", que parte de los conocimientos indígenas. Consideran que los dichos conocimientos son esencialmente relacionales porque otorgan un alto valor a las relaciones entre los actores, objetos y escenarios involucrados en el desarrollo del conocimiento. Este enfoque "en red" fomenta y alienta las conexiones entre los individuos, grupos, recursos y otros componentes de las comunidades productoras de conocimiento. Para Louis Botha et al., dado que se construye sobre una ontología que reconoce el ámbito espiritual como real y esencial para la formación del conocimiento, esta relacionalidad también es fundamentalmente espiritual y alimenta conceptos axiológicos sobre por qué y cómo se debe crear, preservar y utilizar el conocimiento.

### En la academia
Uno de los aspectos cruciales de la descolonización del conocimiento es repensar el papel de la academia, que, según Louis Yako, un antropólogo iraquí-estadounidense, se ha convertido en el "mayor enemigo del conocimiento y la posibilidad decolonial". Él dice que las universidades occidentales siempre han servido a los poderes coloniales e imperiales, y que la situación solo ha empeorado en la era neoliberal. Según Yako, el primer paso hacia la descolonización de la producción de conocimiento académico es examinar cuidadosamente "cómo se produce el conocimiento, quién lo produce, qué obras se canonizan y se enseñan en teorías y cursos fundamentales, y qué tipos de bibliografías y referencias se mencionan en cada libro y artículo publicado". Critica a las universidades occidentales por sus supuestas políticas con respecto a los trabajos de investigación que socavan las fuentes extranjeras e independientes mientras favorecen las citas a académicos europeos o estadounidenses de "élite" que comúnmente se consideran "fundacionales" en sus respectivos campos, y pide que se ponga fin a esta práctica.
Shose Kessi et al. argumentan que el objetivo de la academia no es "alcanzar nuevos órdenes de homogeneidad, sino una mayor representación de ideas pluralistas y conocimiento riguroso". Invitan a los académicos a escudriñar cuidadosamente los autores y voces que se presentan como autoridades en un tema o en el aula, los métodos y epistemologías que se enseñan o se les da preferencia, así como las preocupaciones académicas que se ven como fundamentales y las que se ignoran. Deben reconsiderar las herramientas o enfoques pedagógicos utilizados en el proceso de aprendizaje del alumnado, así como examinar los sistemas de conocimiento indígenas o comunitarios que promuevan o permitan redefinir la agenda de aprendizaje. El propósito y el futuro del conocimiento también deben revaluarse durante este proceso. Se ha sugerido expandir la lista de lecturas y crear un currículo inclusivo que incorpore una variedad de voces y puntos de vista para representar perspectivas globales e históricas más amplias. Se insta a investigar fuera de los cánones de conocimiento occidentales para determinar si existen cánones alternativos que hayan sido pasados por alto o ignorados como resultado del colonialismo.
Ngũgĩ wa Thiong'o, quien enfatiza la importancia de descolonizar la historia, la memoria y el lenguaje, ha declarado que el lenguaje, no la geopolítica, debe servir como punto inicial de la descolonización. Según Mahmood Mamdani, la idea de una universidad basada en un solo idioma es una herencia colonial, como en el caso de las universidades africanas, que comenzó como un proyecto colonial, siendo el inglés o el francés el idioma oficial, y reconocía sólo una tradición intelectual: la tradición occidental. Según Mamdani, la educación universitaria debe ser más diversa y multilingüe, enfocada no sólo en brindar educación occidentalizada en una variedad de idiomas, sino también en la promoción de tradiciones intelectuales no occidentales que pueden nutrir tanto al discurso académico como al público. Mamdani defiende la asignación de fondos para la creación de unidades académicas que puedan investigar e instruir en tradiciones intelectuales no occidentales. Cree que aprender la lengua en la que históricamente se ha desarrollado la tradición es necesario si se quiere acceder a una tradición intelectual diferente.
Louis Yako se opone a etiquetar a los nuevos académicos como "marxistas", "foucaultianos", "hegelianos", "kantianos", etc., que él ve como un "método colonial de validarse a sí mismo e investigar" a través de estos académicos. Según Yako, a pesar de que académicos como Marx, Hegel, Foucault y muchos otros se inspiraron en numerosos pensadores anteriores a ellos, no se les identifica con los nombres de tales intelectuales. Critica el proceso académico de revisión por pares como un sistema de "guardianes" que regulan la producción de conocimiento en un campo determinado o sobre una determinada región del mundo.

### En varias disciplinas
Para superar las limitaciones percibidas de los cánones occidentales del conocimiento, los defensores de la descolonización del conocimiento exigen la descolonización de varias disciplinas académicas, incluidas la historia, la ciencia y la historia de la ciencia, la filosofía (en particular laepistemología), la psicología, la sociología, los estudios religiosos y  los estudios jurídicos.

#### Historia
Se ha afirmado que la "visión colonialista del mundo", que supuestamente prioriza las creencias, los derechos y la dignidad de algunas personas sobre los de otras, ha tenido un impacto en el marco teórico que sustenta el campo académico moderno de la historia. Se dice que este campo de estudio moderno se desarrolló por primera vez en Europa durante un período de creciente nacionalismo y explotación colonial, que determinaría las narrativas históricas del mundo. Este relato sugiere "que las mismas formas en que estamos condicionados a mirar y pensar sobre el pasado a menudo se derivan de escuelas de pensamiento imperialistas y racializadas". El enfoque decolonial en la historia requiere "un examen del mundo no occidental, incluso antes de la llegada de los exploradores e imperialistas europeos". En un esfuerzo por comprender el mundo antes del siglo XV, intenta situar a Europa Occidental en relación con otras "grandes potencias" históricas como el imperio romano oriental o el califato abasí. Ello "requiere un estudio crítico riguroso del imperio, el poder y la contestación política, junto con una reflexión detallada sobre las categorías construidas de diferencia social". Según Walter Mignolo, descubrir la variedad de tradiciones históricas locales es crucial para "restaurar la dignidad que la idea occidental de Historia universal arrebató a millones de personas".

#### Ciencia moderna
El enfoque decolonial cuestiona la noción de ciencia como "puramente objetiva, únicamente empírica, inmaculadamente racional y, por lo tanto, particularmente confirmadora de la verdad". Según este relato, tal perspectiva hacia la ciencia implica "que la realidad es discreta y estancada; inmune a la subjetividad de su observador, incluidas sus persuasiones culturales; y desmontable en sus partes componentes cuyo funcionamiento puede luego determinarse a través de medios verificacionistas". Laila N. Boisselle sitúa la ciencia moderna dentro de la filosofía occidental y los paradigmas occidentales del conocimiento, diciendo que "las diferentes formas de saber cómo funciona el mundo se forman a partir de la cosmología del observador y brindan oportunidades para el desarrollo de muchas ciencias". Margaret Blackie y Hanelie Adendorff argumentan "que la práctica de la ciencia por parte de los científicos ha sido profundamente influenciada por la modernidad occidental". Según esta perspectiva, la ciencia moderna "refleja elementos fundamentales del empirismo según Francis Bacon, el positivismo conceptualizado por Comte y el neopositivismo sugerido por la Escuela de Viena a principios del siglo XX". También se ha sugerido que la perspectiva científica dominante que minimiza la función o influencia del Espíritu o Dios en cualquier manifestación en sus procesos, no solo es occidental y moderna, sino también secular en su orientación.
Boisselle buscó identificar dos problemas con el conocimiento occidental, incluida la "ciencia moderna occidental". El primero sería intentar explicar la naturaleza del universo basándose únicamente en la razón. El segundo es que se considera custodio de todo conocimiento y tiene el poder de "autentificar y rechazar otros conocimientos". La idea de que la ciencia moderna es el único método legítimo de conocimiento se ha denominado "fundamentalismo científico" o cientificismo. Como resultado, se dice que ha adquirido el poder de decidir qué conocimiento científico se considera "epistemológicamente riguroso". Según Boaventura de Sousa Santos, para descolonizar la ciencia moderna es necesario considerar "la parcialidad del conocimiento científico", o dicho de otro modo, reconocer que, como cualquier otro sistema de conocimiento, "la ciencia es un sistema de conocimiento e ignorancia". Para Santos, “el conocimiento científico es parcial porque no sabe todo lo que se considera importante y no puede saber todo lo que se considera importante”. En este sentido, Boisselle aboga por una "ciencia relacional" basada en una "ontología relacional" que respete "la interconexión de los aspectos físicos, mentales, emocionales y espirituales de los individuos con todos los seres vivos y con el mundo estelar y el universo".
Samuel Bendeck Sotillos, con referencia a la filosofía perenne, critica la ciencia moderna por su rechazo a la metafísica y las tradiciones espirituales de todo el mundo. Afirma que "la creencia de que solo el método científico da acceso a formas válidas de conocimiento no solo es defectuosa sino totalitaria, y tiene sus raíces en la Ilustración europea, también llamada Edad de la Razón". Para él, “esta perspectiva dogmática no es ciencia, sino una ideología conocida como cientificismo, que nada tiene que ver con el ejercicio adecuado del método científico”. Este punto de vista desafía la idea de que la ciencia es la Verdad, con "V" mayúscula, diciendo que "la ciencia contemporánea está en gran medida relegada a tratar con aproximaciones; al hacerlo, siempre está modificando su comprensión y, por lo tanto, no está en posición de declarar lo que puede ser finalmente conocido con certeza", y promueve una comprensión de la ciencia dentro de los límites de sus suposiciones filosóficas subyacentes sobre la realidad física. En este contexto, Sotillos busca revivir la metafísica tradicional, también conocida como ciencia sagrada o scientia sacra, que se guía por principios metafísicos y se basa en las enseñanzas sapienciales de las religiones del mundo.

#### Historia de la ciencia
A partir de mediados de la década de 1980, se dice que las historias poscoloniales de la ciencia constituyen una "reescritura descentrada, diaspórica o 'global' de las grandes narrativas imperiales anteriores centradas en las naciones". Estas historias buscan descubrir "contrahistorias de la ciencia, los legados del conocimiento precolonial, o residuos y resurrecciones de las relaciones constitutivas de la ciencia colonial". En lugar de "centrar los institutos científicos en las metrópolis coloniales", esta historia intenta examinar a lo que Warwick Anderson se refiere "como la economía inestable de las espacialidades cambiantes de la ciencia a medida que el conocimiento se procesa, traduce y transforma en todo el mundo". Busca erradicar las "grandes narrativas imperiales", que se dice localizan la ciencia en una única "tradición de conocimiento indígena". En cambio, busca reconocer "los orígenes globales y culturalmente diversos de la ciencia" y construir un modelo cosmopolita de historia de la ciencia en lugar de la visión estrecha de la ciencia como la creación de "genios solitarios". Esta perspectiva reconoce las contribuciones de otras civilizaciones a la ciencia y ofrece una "contrageografía de la ciencia que no es eurocéntrica ni lineal". El principio central es que la historia de la ciencia debe verse como una historia de transmisiones. En esto, Prakash Kumar et al. citan a Joseph Needham diciendo que "la ciencia moderna... [es] como un océano en el que los ríos de todas las civilizaciones del mundo han vertido sus aguas".

#### Filosofía
Nelson Maldonado-Torres et al. ven el giro decolonial en la filosofía "como una forma de razón liberadora y descolonizadora más allá de la emancipación liberal e ilustrada de la racionalidad, y más allá de las eurocríticas más radicales que no han logrado desafiar consistentemente los legados del eurocentrismo y el pensamiento blanco heteronormativo masculino (a menudo críticas eurocéntricas del eurocentrismo)." Según Sajjad H. Rizvi, el cambio hacia la filosofía global puede presagiar un alejamiento radical de la epistemología colonial y allanar el camino para la descolonización del conocimiento, particularmente en el estudio de las humanidades. Respecto al método estándar en los estudios de filosofía, se posiciona en contra de centrarse únicamente en los filósofos occidentales. Rizvi aboga por la inclusión de la filosofía islámica en la discusión porque cree que ayudará en el proceso de descolonización y en algún momento puede reemplazar la educación eurocéntrica de la filosofía por una "pedagogía de vivir y ser" expansiva. Philip Higgs aboga por la inclusión de la filosofía africana en el contexto de la descolonización. Se han hecho sugerencias similares para la filosofía india y la filosofía china. Maldonado-Torres et al. discuten temas como la filosofía de la raza y el género, la filosofía asiática y la filosofía latinoamericana como instancias del giro decolonial y la filosofía descolonizadora, afirmando que "Asia y América Latina no se presentan aquí como los 'otros' continentes de Europa", sino como categorías y proyectos construidos que necesitan ser descolonizados”.

#### Psicología
Según muchos líderes, pensadores coloniales y poscoloniales influyentes, la descolonización era "esencialmente un proyecto psicológico" que implicaba una "recuperación del yo" y "un intento de reformular los dañinos discursos coloniales sobre la individualidad". Según la perspectiva decolonial, la psicología eurocéntrica, que se basa en una historia y cultura específicas, pone un fuerte énfasis en "métodos, lenguajes, símbolos e historias experimentales positivistas". Un enfoque descolonizador en psicología busca mostrar cómo el colonialismo, el orientalismo y las presunciones eurocéntricas todavía están profundamente arraigadas en la ciencia psicológica moderna, así como en las teorías psicológicas de la cultura, la identidad y el desarrollo humano. Descolonizar la psicología implica comprender y capturar la historia de la colonización, así como sus efectos percibidos en las familias, las naciones, el nacionalismo, las instituciones y la producción de conocimiento. Se busca ampliar los límites de los horizontes culturales, que deben servir como puerta de entrada “a nuevos enfrentamientos y nuevos conocimientos”. El giro decolonial en psicología implica dar un vuelco a la metodología de investigación convencional al crear espacios para el conocimiento indígena, las historias orales, el arte, el conocimiento comunitario y las experiencias vividas como formas legítimas de conocimiento. Samuel Bendeck Sotillos busca romper con los supuestos límites de la psicología moderna, que según él está dominada por los preceptos de la ciencia moderna y que solo aborda una "porción muy restringida de la individualidad humana". A cambio, quiere recuperar la visión tradicional del ser humano como un espíritu, un alma y un cuerpo.

#### Sociología
Los académicos decoloniales argumentan que el estudio sociológico ahora está dominado por los puntos de vista de los académicos del Norte Global y los estudios empíricos que se concentran en estos países. Esto lleva a teorías sociológicas que retratan al Norte Global como "normal" o "moderno", mientras que se supone que cualquier cosa fuera de él es "desviada" o "todavía no se ha modernizado". Se dice que tales teorías desautorizan las preocupaciones del Sur Global a pesar de que representan alrededor del 84% de la población mundial. Ponen un fuerte énfasis en incluir los problemas, las perspectivas y la forma de vida del Sur Global que generalmente quedan fuera de la investigación sociológica y la construcción de teorías; por lo tanto, la descolonización en este sentido se refiere a hacer que las realidades sociales no occidentales sean más relevantes para el debate académico.

#### Estudios religiosos
Según la perspectiva decolonial, el estudio de la religión es una de las muchas disciplinas de las humanidades que tiene sus raíces en el colonialismo europeo. Por eso, los temas que cubre, los conceptos que refuerza e incluso los escenarios en los que se enseña en las instituciones académicas, exhiben características coloniales. Según Malory Nye, para descolonizar el estudio de la religión se debe ser metodológicamente consciente de los legados históricos e intelectuales del colonialismo en este campo, así como de los presupuestos fundamentales sobre el tema, incluida la concepción de la religión y las religiones del mundo. Para Adriaan van Klinken, un giro decolonial en el estudio de las religiones abarca la reflexividad, es interactivo y desafía "los marcos occidentales de análisis y práctica académica que se dan por sentados". Debe aceptar "la pluriversalidad de las formas de saber y de ser" en el mundo. La interpretación del Corán en la comunidad académica euroamericana se ha citado como uno de esos ejemplos, donde "el fenómeno de la revelación (Wahy)", tal como se entiende en el Islam, a menudo se niega, se ignora o se considera sin importancia para comprender el Sagrada Escritura. Según Joseph Lumbard, los modos analíticos euroamericanos han permeado los estudios coránicos y tienen un impacto duradero en todas las facetas de la disciplina. Aboga por enfoques más inclusivos que tengan en cuenta diferentes formas de análisis y hagan uso de herramientas analíticas de la tradición islámica clásica.

#### Estudios jurídicos
Aitor Jiménez González sostiene que el “uso generalizado del término “derecho” o “Derecho” enmascara el hecho de que el concepto que estamos utilizando no es una categoría universal sino local, basada en la cosmovisión jurídica occidentalizada”. Según él, no fue la "difusión pacífica de una ciencia superior" lo que finalmente condujo a la adopción universal de la noción occidental de derecho. Más bien, "fue el resultado de siglos de colonialismo, la represión violenta de otras cosmovisiones jurídicas durante los períodos coloniales y la persistencia del proceso denominado colonialidad". La postura decolonial sobre el derecho facilita el diálogo entre varios entendimientos y perspectivas epistémicas, desafiando la hegemonía percibida del paradigma legal occidental. Es una estrategia para transformar una cultura jurídica que históricamente se basó en una comprensión hegemónica o eurocéntrica del derecho en una más inclusiva. Destaca la necesidad de una nueva perspectiva histórica que enfatice la diversidad sobre la homogeneidad y ponga en duda la noción de que el estado es el "principal organizador de la vida legal y jurídica".
Según Asikia Karibi-Whyte, la descolonización va más allá de la inclusión, ya que apunta a desmantelar las nociones y puntos de vista que subestiman al "otro" en el discurso legal. Este punto de vista sostiene que los valores de una sociedad constituyen la base del conocimiento jurídico y argumenta a favor de priorizar esos valores cuando se debaten cuestiones jurídicas específicas. Esto se debe a que las normas legales en las antiguas colonias llevan la impronta del colonialismo y los valores de las sociedades coloniales. Por ejemplo, el derecho consuetudinario inglés predomina en las antiguas colonias británicas de África y Asia, mientras que en muchas antiguas colonias francesas se utiliza el derecho civil que refleja los valores de la sociedad francesa. En este contexto, la descolonización del derecho exige "la inclusión crítica de epistemologías, formas de saber, experiencias vividas, textos y trabajos académicos" que el colonialismo expulsó de los discursos jurídicos.

#### Historia del arte
Uno de los textos fundacionales que sembraron el germen para la investigación decolonial en la historia del arte es el texto de E.W Said Orientalismo (1978), en el que se propone desengranar la compleja red de intereses que se aplica al hablar de oriente, como ocurre este proceso, así como exponer que la cultura europea adquirió fuerza ensalzándose en detrimento de oriente.
Autores como Zeynep Celik han respondido a esta propuesta ya desde la historia del arte, con su aclamado texto Speaking back to orientalist discourse (2014), partiendo del gran calado historiográfico del texto de Said que analiza el oriente desde una perspectiva occidental, da la vuelta a este paradigma para analizarlo desde el punto de vista de “el otro” creando así un diálogo entre culturas y normas hegemónicas. Escuchando la voz de “el otro” se pretende contestar las fórmulas reduccionistas que explican las relaciones sociopolíticas para reestablecerlas en toda su densidad, se reposiciona el discurso hegemónico para que pueda transformarse y descolonizarse.
En el texto de la autora Gayatri Spivak: "¿Pueden hablar los subalternos"?, vemos una crítica al conocimiento y a la forma de representación occidental, cuestionando cómo los académicos occidentales, tienden a representar al "subalterno" sin tener en cuenta las limitaciones de su perspectiva. Lo que critica es el hablar del otro, sin contar con él y sin ser él y esto lo considera una de las formas de opresión que pretende criticar.
También vemos el problema de la representación. Hay una problemática con la expresión de los subalternos, ya que tenemos unas estructuras de poder que no ayudan a su expresión, ya que no hay intereses en ellos, y cuando lo hay, las experiencias acaban siendo moldeadas y distorsionadas por los occidentales.
Podemos ver también la problemática de la mujer como subalterna doblemente marginada: La problemática con los subalternos, es cuando además son mujeres, ya que el pensamiento occidental ha denostado siempre a las mujeres, y cuando son subalternas más, ya que se enfrentan a una opresión doble, por su género y por su clase social y por posición colonial. El ejemplo que pone es el caso de la práctica del sati en la India, donde las mujeres viudas eran quemadas junto con los cuerpos de sus maridos. A través de este ejemplo, Spivak muestra cómo tanto el colonialismo como el patriarcado silenciaron las voces de las mujeres.
Esta obra ha tenido un impacto duradero en los estudios decoloniales, la teoría feminista y la teoría crítica en general, invitando a cuestionar cómo y para quién se produce el conocimiento.
Estas obras han abierto un largo camino a la historia del arte decolonial con textos como el de  Laura Catelli, que ha realizado un análisis detallado sobre la llamada “Pintura de Castas” o “Is Byzantine Studies a Colonialist Discipline?”, un texto publicado por Penn State University Press y editado por Benjamin Anderson y Mirela Ivanova sobre arte bizantino o el artículo ‘La emergencia de los Estudios visuales: resonancias en América Latina’ de Sofía Slenra Chaves entre otros.
En conclusión, vemos cómo sigue existiendo una represión debida al eurocentrismo y al occidentalismo, y cómo a partir de la relación entre el arte y la colonialidad se entiende las diferentes jerarquías. Que haya un pensamiento decolonial es un arma poderosa para alejar del arte latinoamericano el imperialismo y colonialismo y construir una nueva cultura. 
Respecto a los Museos vemos la Nueva Museología nacida a principios de los 70 coincidiendo con el surgimiento del contexto poscolonial, este surgimiento fue dado de la mano de otras reivindicaciones de identidades minoritarias, a pesar de esto y por desgracia seguía teniendo gran peso la herencia colonial y las diferencias raciales, de hecho, en Europa esta nueva museología ha tenido un desarrollo tardío. Esto se debe a que por ejemplo en España se sigue viendo a los museos como un espacio de intelectuales y académicos, templos de la sabiduría que lo que exponen no tiene que ser discutido o cuestionado. Esta nueva museología poscolonial se centra no en exhibir ciertos objetos sino centrarse en el público al que va dirigido, pasando a ser espacios de retransmisión. Se insiste más en las historias que en las colecciones. 
Respecto al legado colonial vemos como se intenta deshacer de los discursos racistas e imperialistas, se intenta analizar cómo el legado colonial ha sido recreado en cada país, vemos museos como el MAM que muestran como lo colonial sigue siendo parte de nuestra identidad y cultura. En estos tiempos en los que se denuncia la exclusión de otras identidades los museos también actúan como lugares de enfrentamiento pacífico. Quienes no se ven representados en los museos es debido a que rara vez se ven como miembros de una sociedad. Los museos son un espejo de las actuales sociedades en materia de inclusividad y pluralidad.  

### Investigación inclusiva
La investigación neocolonial o ciencia neocolonial, también llamada investigación en helicóptero, ciencia en paracaídas o investigación en paracaídas, investigación parasitaria, o estudio safari, se produce cuando investigadores de países más ricos van a un país en desarrollo, recopilan información, viajan de vuelta a su país, analizan los datos y las muestras y publican los resultados con escasa o nula participación de investigadores locales. Un estudio realizado en 2003 por la Academia Húngara de Ciencias descubrió que el 70% de los artículos de una muestra aleatoria de publicaciones sobre países menos desarrollados no incluían a un coautor de investigación local.
A menudo, durante este tipo de investigación, se recurre a los compañeros locales para que presten apoyo logístico, pero no se les contrata por su experiencia ni se les reconoce el mérito de su participación en la investigación. Las publicaciones científicas resultantes de la ciencia paracaidista a menudo sólo contribuyen a la carrera de los científicos de los países ricos, limitando así el desarrollo de la potencia científica local (como los centros de investigación) y las carreras de los científicos locales. Esta forma de ciencia "colonial" tiene reminiscencias de las prácticas científicas del siglo XIX sobre tratar a los participantes no occidentales como "otros" con el fin de promover el colonialismo, y los críticos exigen el fin de estas prácticas extractivistas con el fin de descolonizar el conocimiento.
Este tipo de enfoque reduce la calidad de la investigación porque los investigadores internacionales pueden no formular las preguntas adecuadas o no establecer conexiones con los problemas locales. El resultado de este enfoque es que las comunidades locales no pueden aprovechar la investigación en su propio beneficio. En última instancia, especialmente en los campos de conocimiento que tratan problemas globales como la biología de la conservación, que dependen de las comunidades locales para aplicar soluciones, la ciencia neocolonial impide la institucionalización de los hallazgos en las comunidades locales para abordar los problemas que estudian los científicos.

### Cambio en la metodología de investigación
Según Mpoe Johannah Keikelame y Leslie Swartz, "la metodología de investigación descolonizadora es un enfoque que se utiliza para desafiar los métodos de investigación eurocéntricos que socavan el conocimiento y las experiencias locales de los grupos de población marginados". Aunque no existe un paradigma o una práctica establecidos para descolonizar la metodología de investigación, Thambinathan y Kinsella ofrecen cuatro métodos que los investigadores cualitativos podrían utilizar. Estos cuatro métodos incluyen la participación en la praxis transformadora, la práctica de la reflexividad crítica, el empleo de la reciprocidad y el respeto por la autodeterminación, así como la aceptación de formas de conocimiento del "otro" y la "otredad". Para Sabelo Ndlovu Gatsheni, descolonizar la metodología implica “desenmascarar su papel y finalidad en la investigación”. Debe transformar la identidad de los objetos de investigación en interlocutores, críticos, teóricos, conocedores y comunicadores. Además, la investigación debe redirigirse para concentrarse en lo que Europa ha hecho a la humanidad y el medio ambiente en lugar de imitar a Europa como modelo a seguir para el resto del mundo.

### Descolonización de datos
La descolonización de datos es el proceso de despojarse de los modelos coloniales y hegemónicos y de los marcos epistemológicos que guían la recopilación, el uso y la difusión de datos relacionados con los pueblos y naciones indígenas, y en su lugar priorizar y centrar los paradigmas, marcos, valores y prácticas de datos indígenas. La descolonización de datos se guía por la creencia de que los datos relativos a los pueblos indígenas deben ser de su propiedad y estar bajo su control, un concepto que está estrechamente vinculado a la soberanía de los datos, así como a la descolonización del conocimiento.

## Evaluación
Según Piet Naudé, los esfuerzos de la descolonización para crear nuevos modelos epistémicos con leyes de validación distintas a las desarrolladas en el sistema de conocimiento occidental aún no han producido el resultado deseado. El actual "giro académico decolonial" ha sido criticado sobre la base de que está separado de las luchas diarias de las personas que viven en lugares históricamente colonizados. Robtel Neajai Pailey dice que la descolonización epistémica del siglo XXI fracasará a menos que esté conectada y acoja a los movimientos de liberación en curso contra la desigualdad, el racismo, la austeridad, el imperialismo, la autocracia, el sexismo, la xenofobia, el daño ambiental, la militarización, la impunidad, la corrupción, la vigilancia de los medios y el robo de tierras porque la descolonización epistémica "no puede ocurrir en un vacío político".